# Siemens & Halske Sh 4

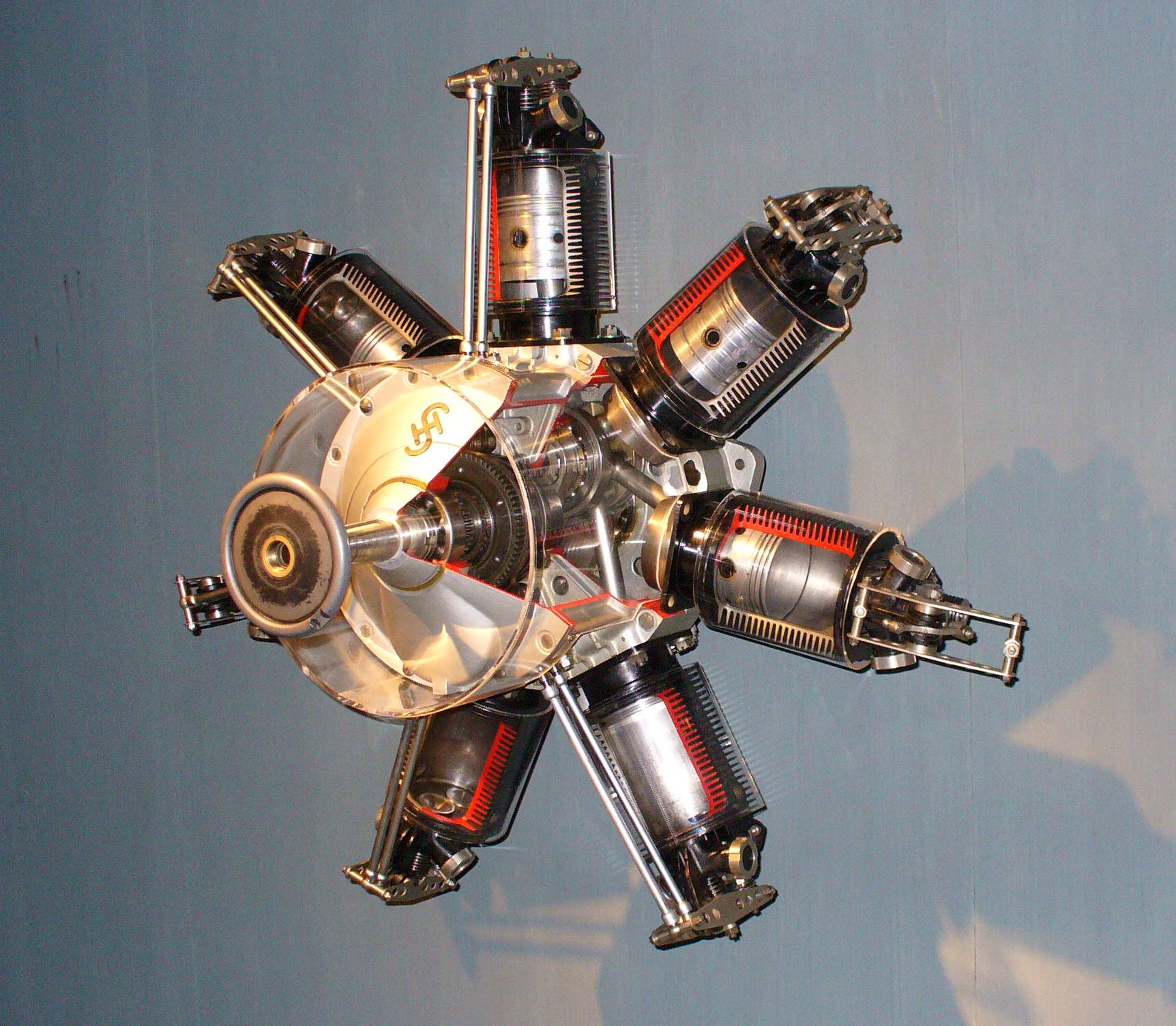
Schnittmodell eines Sh 5, dem Nachfolger des Sh 4 mit sieben Zylindern

Der Siemens & Halske Sh 4 war ein in der Weimarer Republik entwickelter Flugmotor des in Berlin-Siemensstadt ansässigen Unternehmens Siemens & Halske.

## Entwicklung
Nachdem das Ende des Ersten Weltkriegs bei Siemens & Halske die Motorenproduktion zum Erliegen gebracht hatte, wurde 1921 mit dem Bau leistungsreduzierter Antriebe zur Verwendung in Sportflugzeugen begonnen. Es entstand eine Reihe luftgekühlter Sternmotoren, deren anfängliche Kühlprobleme durch die Ummantelung der verwendeten Stahlzylinder mit Rippen aus Aluminium sowie der Verwendung von Kugellagern bei Kurbeltrieb und Steuerung behoben werden konnten. Der erste davon war der Sh 4 mit fünf Zylindern. Im Jahr 1923 wurden daraus die sieben- bzw. neunzylindrigen Ausführungen Sh 5 und Sh 6 abgeleitet, die beide zur Verbesserung von Gemischverteilung und Laufsicherheit im Gegensatz zum Sh 4 mit zwei Vergasern ausgestattet waren. Vom Sh 4 wurden etwa 70 Einheiten produziert.

## Aufbau
Im Sh 4 sowie seinen beiden Nachfolgern Sh 5 und Sh 6 wurden zu einem großen Teil Einheitsbauteile verwendet. Das umfasste die Kolben, Pleuelstangen, Kurbelwellen, Ölpumpen, Stößel, Stoßstangen, Ventile, Zylinder und Kipphebel. Die Zylinder bestanden aus Stahl mit Stahlboden und Rippen aus Aluminium mit einem Auslassventil vorn und einem Einlassventil auf der hinteren Seite. Als Zündmagneten dienten Type F 5 von Siemens. Die Ventile wurden durch eine im Vordergehäuse befindliche Nockentrommel gesteuert. Stößel, Stoßstangen, Kipphebel und die Kurbelwelle liefen in Kugellagern, ebenso die Hauptpleuelstange, während die Nebenstangen in Gleitlager angelenkt waren.

## Nutzung

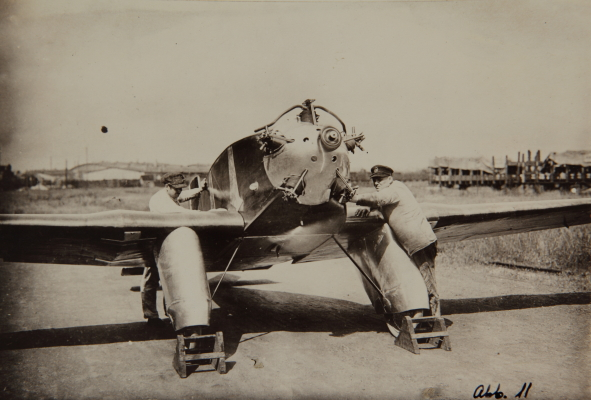
Albatros L 59 mit Sh 4

- Albatros L 59
- Albatros L 71
- Caspar U 1
- Dietrich DP II
- Dietrich DP VII
- Dornier Libelle
- Focke-Wulf A 7
- Focke-Wulf S 24
- Junkers K 16
- Junkers T 19
- Udet U 3
- Udet U 4
- Udet U 6
- Udet U 10

## Technische Daten
| Kenngröße              | Daten                                          |
| ---------------------- | ---------------------------------------------- |
| Hersteller             | Siemens & Halske                               |
| Entwicklungsland       | Deutsches Reich                                |
| Entwicklungsjahr       | 1921                                           |
| Stückzahl              | 70                                             |
| Bauform                | luftgekühlter Fünfzylinder-Viertakt-Sternmotor |
| Bohrung                | 100 mm                                         |
| Hub                    | 120 mm                                         |
| Hubraum                | 4,73 l                                         |
| Verdichtungsverhältnis | 1:4,7                                          |
| Länge                  | 854 mm                                         |
| Breite                 | 1000 mm                                        |
| Höhe                   | 1000 mm                                        |
| Masse                  | 104 kg                                         |
| Einheitsmasse          | 1,89 kg/PS                                     |
| Dauerleistung          | 55 PS (40 kW) bei 1500/min                     |
| Startleistung          | 62 PS (46 kW) bei 1600/min                     |
| Hubraumleistung        | 13,2 PS/l (9,7 kW/l)                           |
| Kraftstoffverbrauch    | 250–260 g/PSh (maximal 280 g/PSh)              |
| Schmierstoffverbrauch  | 12–15 g/PSh (maximal 25 g/PSh)                 |